# Kyle Schwarber
Kyle Joseph Schwarber (Middletown, 5 marzo 1993) è un giocatore di baseball statunitense, esterno sinistro per i Philadelphia Phillies della Major League Baseball (MLB).

## Carriera
Schwarber fu scelto dai Chicago Cubs come quarto assoluto nel draft 2014.
Debuttò nella MLB il 16 giugno 2015, al Wrigley Field di Chicago contro i Cleveland Indians. Venne schierato nella parte alta del nono inning come ricevitore, apparendo in un unico turno di battuta dove venne eliminato per strikeout. Durante la stagione venne schierato come esterno sinistro e ricevitore. Il 17 giugno sempre contro gl'Indians, venne impiegato come battitore designato realizzando la sua prima valida, un triplo, e il primo RBI nella parte alta del secondo inning, entrando a punto subito dopo su doppio di Chris Denorfia. Nella stessa partita batté altre tre valide, entrò a punto altre due volte, ottenne un altro RBI. Il 18 giugno nell'ultima partita della serie a Cleveland, Schwarber colpì il suo primo fuoricampo, un home run da due punti.
Chiuse la sua prima stagione regolare con 69 presenze nella MLB e una media battuta di 0,246, con 16 fuoricampo e 43 punti battuti a casa (RBI), mentre nella minor league partecipò a 75 incontri, di cui 58 nella Doppia-A e 17 nella Tripla-A. Nei playoff stabilì un record MLB per un giocatore sotto i 22 anni in una singola annata con 5 fuoricampo, superando Miguel Cabrera.
Schwarber nella stagione regolare 2016 disputò solamente due gare prima di una collisione col compagno Dexter Fowler il 7 aprile 2016 che gli causò la rottura del legamento crociato anteriore e del legamento laterale collaterale del ginocchio sinistro. Con un sorprendente recupero fisico riuscì tuttavia a tornare in campo nei playoff, partendo come titolare in gara 1 delle World Series 2016 come battitore designato poiché i controlli medici non gli permisero ancora di giocare in difesa. I Cubs batterono i Cleveland Indians in sette partite, tornando al titolo dopo 108 anni di digiuno. Nella serie finale, Schwarber batté 7 valide, con un doppio, 2 RBI e una base rubata, battendo con 0,412 e arrivando in base con una percentuale di 0,500.
Nel 2017, Schwarber iniziò il primo terzo della stagione con una delle peggiori medie in battuta della lega, colpendo solamente con 0,120 nel mese di maggio. Quando il 22 giugno fu rimandato nelle minor league, la sua media era la peggiore della MLB. Fece ritorno nel roster dei Cubs il 6 luglio e nel mese di agosto ebbe una striscia di 10 gare su 13 in cui batté almeno una valida. A settembre batté con 0,288, portando la sua media annuale al 0,211 finale.
Il 9 gennaio 2021, Schwarber firmò un contratto valido un anno con i Washington Nationals con inclusa un'opzione per la stagione 2022.
Il 29 luglio 2021, i Nationals scambiarono Schwarber con i Boston Red Sox per il giocatore di minor league Aldo Ramirez. Divenne free agent al termine della stagione.
Il 20 marzo 2022, Schwarber firmò un contratto quadriennale dal valore complessivo di 79 milioni di dollari con i Philadelphia Phillies.

## Palmarès

### Club
- World Series: 1

Chicago Cubs: 2016

### Individuale
- MLB All-Star: 1

2021
- Giocatore del mese: 1

NL: giugno 2021
- Giocatore della settimana: 1

NL: 20 giugno 2021